# Sulejów (gmina II RP)
Sulejów (do 1870 i od 1927 miasto Sulejów) – dawna gmina wiejska istniejąca w latach ?–1927 w woj. łódzkim. Siedzibą władz gminy była osada miejska Sulejów.
Do 31 maja 1870 Sulejów był miastem i stanowił odrębną gminę miejską; po odebraniu Sulejowowi praw miejskich i przekształceniu w osadę, miejscowość została włączona do gminy Łęczno (powiat piotrkowski, gubernia piotrkowska).
Według danych z ok. 1890 Sulejów wchodzi nadal w skład gminy Łęczno, natomiast w wykazie z 1921 roku jest już z niej wyodrębniony jako osobna gmina wiejska licząca 5718 mieszkańców i składała się z samego Sulejowa.
Jako gmina wiejska jednostka formalnie przestała funkcjonować z dniem 14 lutego 1927 roku w związku z rozciągnięciem dekretu z dnia 4 lutego 1919 r. o samorządzie miejskim na Sulejów i zaliczeniem Sulejowa do miast (gmin miejskich).
Obecna gmina Sulejów jest nowym tworem (od 1973) o zupełnie innych granicach i obszarze.